# Ковалевський Анатолій Миколайович
Анатолій Миколайович Ковалевський (1916-1945) – полковник Червоної армії, учасник Другої Світової війни, та звільнення Аушвіца, Герой Радянського Союзу.  

## Біографія
Анатолій Ковалевський – народився в м. Бахмачі на Чернігівщині 25 грудня 1915 року за старим стилем, або 7 січня 1916 року – за новим. Після середньої школи навчався 2 курси в електротехнічному технікумі, 1933-го р. призваний до збройних сил Червоної армії (Робітничо-селянської Червоної Армії).
Спочатку пройшов школу прикордонних та внутрішніх військ ОДПУ, але "гебістом" не став, через рік перевівшись до бронетанкового училища. Після його закінчення у 1936 році, Ковалевський служив командиром танкового батальйону, брав участь в Зимовій війні з Фінляндією.
22 червня 1941 року зустрів на бойовому посту: Псков, Ленінград, Оранієнбаум; лейтенант, капітан, майор. 
У лютому 1943 року, залишивши нетривалу штабну роботу, Ковалевський отримав під команду 222-й танковий полк, воював на ленінградському фронті. А в лютому 1944 року Анатолій Миколайович очолював вже цілу танкову бригаду [152-танкову бригаду], допомагав на фінському фронті, виганяв нацистів з Нарви, Тарту і Таллінна. 
Після Естонії бригаду підпорядковували 60-й армії та перекинули в південну Польщу. На світанку 19 січня 1945 року танкісти Ковалевського першими увірвалися на околиці Кракова, попереду був табір Освенцим.

## Участь у звільненні Освенціма (Аушвіца)

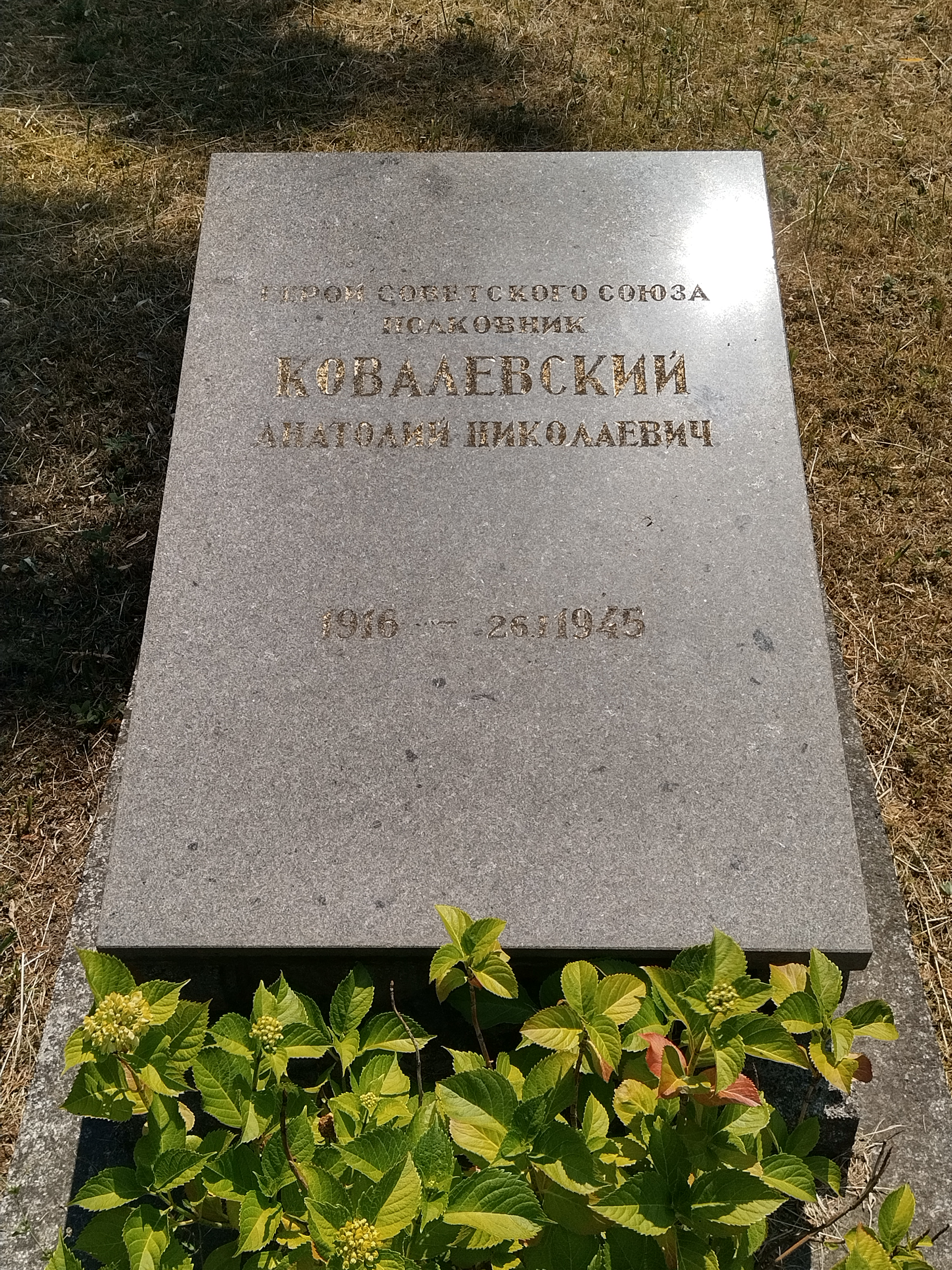
Надгробок Анатолію Ковалевському на Пагорбі Слави у Львові

18-21 січня 1945 року близько 60 тисяч в’язнів, які могли рухатися, нацисти змусили пішки відійти (т.зв. «марш смерті») в тил Третього Рейху. 27 січня 1945 р. війська 60-ї армії 1-го Українського фронту звільнили понад 7 тис. залишених в’язнів концтабору Аушвіц. Першими браму головного табору відкрили солдати 100-ї Львівської дивізії з батальйону майбутнього Героя України, полтавчанина Анатолія Шапіро. На сусідній табір Біркенау наступали бійці 107-ї Кременецької дивізії під командуванням Героя Радянського Союзу, також полтавчанина Василя Петренка. У боях за північний шлях до табору того ж дня загинув командир 152-ї танкової бригади Анатолій Ковалевський. 
27 січня 1945 року в боях за місто Нейберун (Сілезія, Польща) танкістам довелося, схопивши автомати, разом зі стрільцями йти в наступ. У цьому бою, йдучи в атаку на чолі своїх бійців, 29-річний комбриг, полковник Ковалевський був смертельно поранений німецьким снайпером. 
Здобути місто вдалося лише ранком наступного дня – 28 січня – Новий Бєрунь [Нейберун] був повністю очищений від нацистів, а дивізія Петренка зайняла селище Бжезінка, де розташовувався другий за номером, але найбільший за розмірами табір Аушвіца – Біркенау.
Указом Президії Верховної Ради СРСР від 6 квітня 1945 полковник Ковалевський Анатолій Миколайович посмертно удостоєний звання Героя Радянського Союзу. Похований у місті Львові на Пагорбі Слави. Нагороджений орденом Леніна, трьома орденами Червоного Прапора, орденом Кутузова 2-го ступеня, орденом Вітчизняної війни 1-го ступеня, медаллю: «За оборону Ленінграда».